# Łódź Biennale
Łódź Biennale – intermediadialne i interdyscyplinarne wydarzenie w Łodzi, poświęcone sztuce współczesnej i wywodzące się z festiwalu Konstrukcja w Procesie.
W 2000 w Bydgoszczy odbyła się ostatnia Konstrukcja w Procesie. Muzeum Artystów postanowiło wówczas nadać odbywającej się nieregularnie imprezie formę cyklicznego wydarzenia artystycznego pod nazwą Łódź Biennale.
W 2004 odbyło się pierwsze łódzkie biennale sztuki przy ulicy Tymienieckiego. Dyrektorem Critic's Choice został Janusz Głowacki, dyrektorem artystycznym był Ryszard Waśko, a wystawy przygotował zespół kuratorów w składzie: Zdenka Badovinac, Leon Golub, Robert C. Morgan, Won il Rhee, Anda Rottenberg, Gregory Volk, Lilly Wei, Lawrence Weiner oraz Emmett Williams. Jednocześnie zorganizowano biennale sztuki polskiej pt. „Palimpset Muzeum”, przygotowane przez Anetę Szyłak, oraz „W czterech ścianach” – biennale sztuki łódzkiej, którego kuratorem był Grzegorz Musiał.
Druga edycja wystawy odbyła się w dniach 6–31 października 2006. W 2006 Łódź Biennale zatytułowane „Mentality” organizowało Łódź Art Center, a ze strony Międzynarodowego Muzeum Artystów, Ryszard Waśko i Janusza Głowackiego, kuratorowała Jolanta Ciesielska.
Trzecia edycja została zorganizowana przez Muzeum Miasta Łodzi i dyrektora artystycznego Ryszarda Waśko w dniach 11 września–10 października 2010.